# Westthüringisch

Verbreitungsgebiet des Westthüringischen in Thüringen (lila)

Westthüringisch ist ein thüringisch-obersächsischer Dialekt, welcher auch viele Merkmale des Ostfränkischen und einzelne Merkmale des Hessischen besitzt, der nördlich des Salzbogens, im Thüringer Wald nördlich des Rennsteigs im Wartburgkreis, in Eisenach und in Teilen des nordhessischen Werra-Meißner-Kreises gesprochen wird. Ringgauisch ist die historische Bezeichnung für diesen Dialekt.

## Abgrenzung

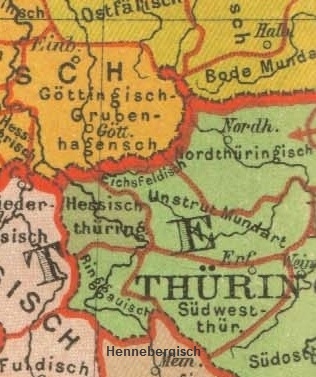
Historische Darstellung des ringgauischen Dialektraumes

Das historische ringgauische Dialektgebiet entspricht im Wesentlichen dem Gebiet des historischen Ringgaus. Nach Westen grenzt das Westthüringische an den westmitteldeutschen hessischen Dialekt. Südwestlich des Salzbogens findet sich das ostfränkisch und osthessisch beeinflusste Rhöner Platt. Im Südosten grenzt, jenseits des Salzbogens, der mainfränkische Dialekt Hennebergisch an.
Historisch wurde der Übergangsbereich zum Rhöner Platt und zum hennebergischen Dialekt im Raum Bad Salzungen auch als eigene Untermundart angesehen. Der Salzunger Christian Ludwig Wucke war ein Mundartdichter der Salzunger Mundart und des Rhöner Platt.
Es finden sich auch Angaben, die das Westthüringische als altfränkisch-thüringischen Mischdialekt bezeichnen. Hier bezieht sich der Begriff altfränkisch darauf, dass die entsprechenden Sprachanteile älter sind, als die später erfolgte Auseinanderentwicklung des Hessischen und des Fränkischen.

## Charakteristik
Beispiele hierfür sind die Pfund/Fund-Grenze, die Verwendung des /b/ in Fragewörtern (boas ‚was‘, boarümm ‚warum‘) und die Erhaltung dreier verschiedener Genusformen des Zahlwortes zwei (zwie Männer, zwu Fraue, zwä King).
Bereits oberhalb des Salzbogens, im Bereich um die Städte Bad Salzungen und Bad Liebenstein, beginnt Richtung Süden der Übergang zur weichen ostfränkischen Aussprache der Konsonanten /t/ und /p/. Nach Norden hin nehmen von hier an hingegen die kehlige Aussprache und das „Sächseln“ als Merkmale des Thüringisch-Obersächsischen zu.